# 班克罗夫特 (肯塔基州)
班克罗夫特（英語：Bancroft），是美国肯塔基州的一座城市。面积约为0.5平方公里（0.2平方英里）。根据2010年美国人口普查，该市的人口为494人。